# 小田原厚木道路
小田原厚木道路（日语：／ Odawara Atsugi dōro */?）是從神奈川縣小田原市小田原交流道為起點，經平塚市至神奈川縣厚木市厚木交流道的國道271號，同時是中日本高速公路以收費道路型態管理的快速道路。簡稱小田厚。
高速公路路線編號被編為 E85。
由於政令訂定的國道271號起終點之間僅有小田原厚木道路，沒有其他一般道路區間。因此，國道271號也在本條目記述。
全線禁止125cc以下的二輪車通行。

## 概要

### 小田原厚木道路
起終點由「一般國道271號」訂定。
- 起點：神奈川縣小田原市（神奈川縣小田原市早川小田原西交流道）
- 終點：神奈川縣厚木市（神奈川縣厚木市酒井厚木交流道）
- 指定區間（日语：指定区間）：小田原厚木道路區間
- 道路類別：第3種第1級
- 設計速度：80 km/h（大磯交流道 - 厚木西交流道）、60 km/h（其他區間）
- 車道數：4車道（專用路段）
- 全長：31.7km
- 通行費徵收期限：2050年8月29日[3]

### 過去的神奈川縣管理區間（一般路段）
「一般國道271號」的道路區域以外區間已編入神奈川縣道63號相模原大磯線。
- 全長：9.8 km
- 起點：神奈川縣厚木市酒井（國道129號交點）
- 終點：神奈川縣平塚市岡崎（神奈川縣道平塚秦野線（日语：神奈川県道62号平塚秦野線）交點）
- 車道數：2車道（一般路段，部分區間為2車道×2）
- 管理單位：神奈川縣縣土整備局厚木土木事務所、平塚土木事務所

## 地理與道路現況

### 地理
小田原厚木道路是不經東名高速道路前往小田原市的交通路徑之一，大略縱向斜斷神奈川縣西部。從小田原市至大磯町的區間在國道1號北側與其平行，之後遠離國道1號，經平塚市內陸與伊勢原市至厚木交流道與東名高速道路交會。
原先預計與新東名高速道路交會，但因未設系統交流道，兩道路無法直通。

### 道路現況

#### 小田原厚木道路（專用路段）
大致上為全區間單向2車道，限速70 km/h，完全立體化。道路構造為近似都市高速道路的舒適道路。由於道路線形良好，車輛常有超速情形發生，因此常有便衣警車進行取締。

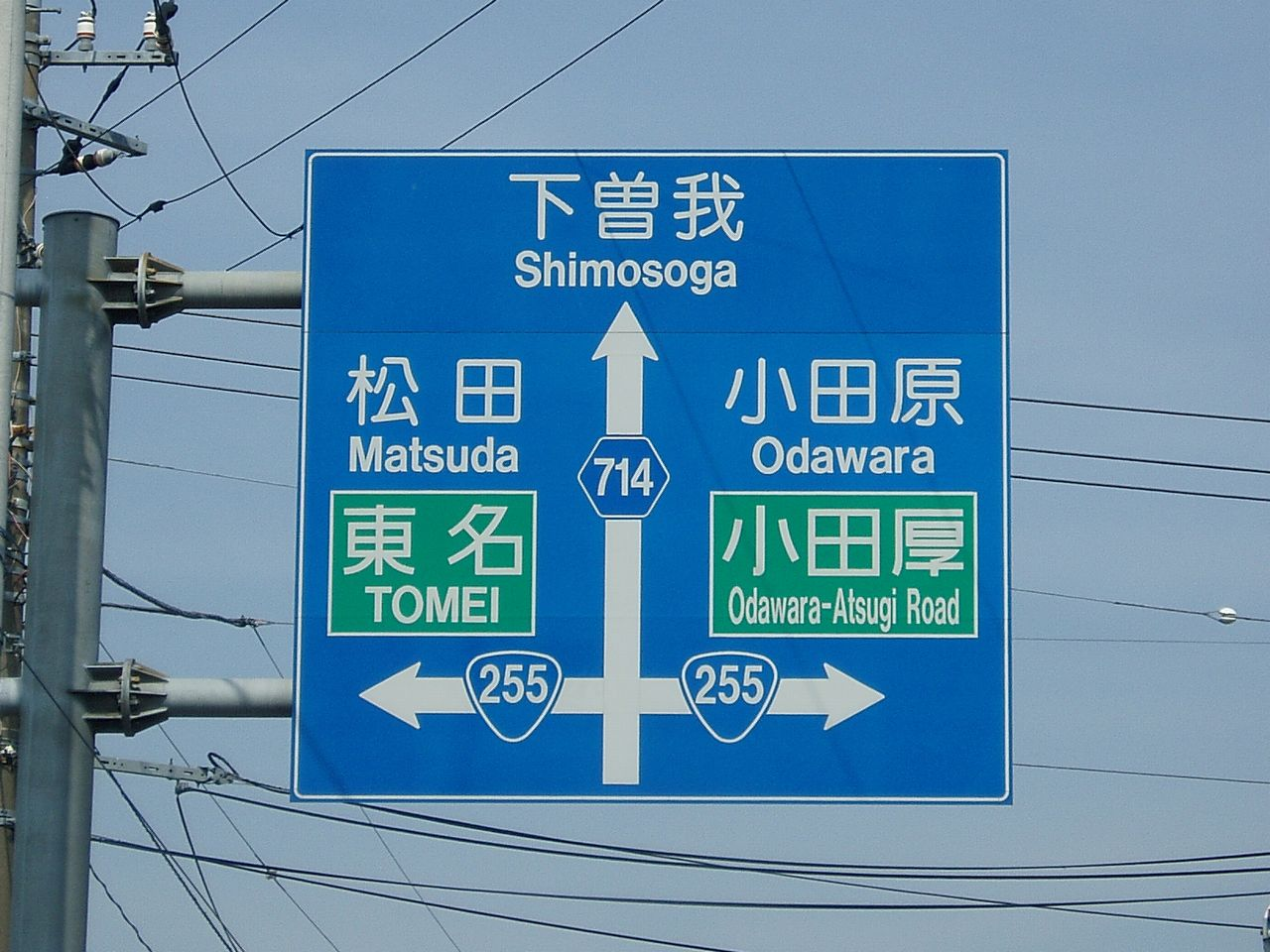
路標以「小田厚」表示（神奈川縣道714號栢山停車場曾我線栢山入口交差點）

周邊使用者多稱「小田厚（おだあつ）」，縣也被使用於交通路標上。
終點的厚木交流道僅連結東名高速道路，不連通國道129號等一般道路。要改用一般道路須利用厚木西交流道前往（請參照一般區間）。
週末、交通尖峰時，西湘繞道箱根口交流道、石橋交流道的交通堵塞會使得車流回堵至本道路。此時，荻窪交流道→小田原西交流道區間為防止交通事故，左側車道禁止切入右側車道。小田原西交流道往箱根方向的車輛須在荻窪交流道以前切至右側車道。
另須注意的是，二宮交流道的加速車道、減速車道的有效長度過短。尤其是厚木方向入口，流入車輛經常被迫強行加速以匯入本線車流，無論是流入車輛、本線行駛車輛皆須注意。
為了與周邊收費道路的道路資訊整合，自舊日本道路公團時代起，道路業者便將小田原方向車道稱為「下行線」，厚木方向車道稱為「上行線」，形成與政令上起終點方向相反的情形。

#### 原國道271號側道（一般路段）
平塚交流道入口交差點－厚木西交流道附近的區間設有側道做為一般路段。南北兩側側道皆為單向1車道的雙向通行路段。
該側道在厚木西交流道附近離開小田原厚木道路，往北至船子北谷交差點與國道129號平面交會。由於厚木交流道不與一般道路連接，因此前往國道129號的車輛需提前在厚木西交流道接入側道。另外，各交差點由於沒有右轉車道，容易造成堵塞。
側道過去曾是國道271號的指定區間，但已在2006年降格為神奈川縣道63號相模原大磯線。
側道的交通標誌為正方形的「271側道」。

## 歷史

### 建設以前

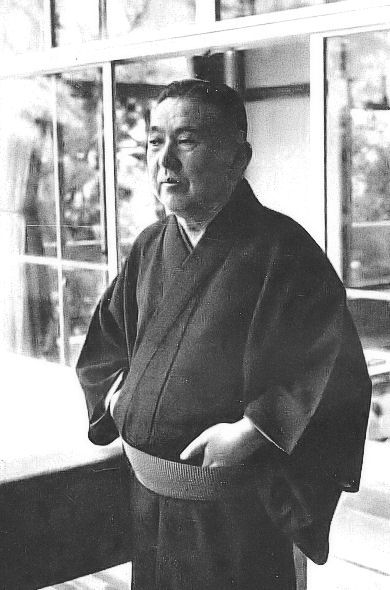
河野一郎。當時執政黨自由民主黨的領袖之一。

1962年（昭和37年）就任建設大臣的河野一郎，由於不滿當時開工的東名高速道路路線未經過河野出身地小田原市，因此指示建設從厚木交流道至小田原的道路。建設省因此將原先的東名高速東京交流道 - 大井松田交流道六車道區間縮短至東京交流道 - 厚木交流道，而厚木交流道 - 大井松田交流道間改為4車道，並新設厚木交流道至小田原的暫定2車道收費道路。1963年（昭和38年）指定為國道路線。

### 拓寬與立體化
當時該路線全線使用現在的上行車道作雙向通車使用。而最初平塚交流道 - 厚木西交流道是規劃為平面交匯，但為了因應不斷增加的交通流量，全線拓寬為4車道，並將平面交會區間立體化。
- 1972年（昭和47年）1月26日：平塚交流道-厚木交流道立體化與4車道拓寬工程取得事業變更許可。
- 1974年（昭和49年）7月16日：小田原西交流道-平塚交流道4車道拓寬工程取得事業變更許可。
- 1979年（昭和54年）7月5日：完成。

### 改建
4車道化後，交通量仍不斷增加，頻繁造成堵塞的本線收費站與加減速車道過短的交流道設計使得堵塞更為惡化。因此，為了緩解車流，確保安全性與提升便利性，1992年至2003年開始進行改建工程。
具體內容大致如下。
1. 本線收費站增設車道（小田原本線收費站、平塚本線料金所）
2. 交流道加減速車道延長（荻窪交流道、小田原東交流道、大磯交流道、平塚交流道下行入口）
3. 停車區擴大停車場、擴充設備（新設大磯停車區及平塚停車區、小田原停車區）
4. 改善道路資訊看板（LED化）
5. 耐震補強

### 年表

#### 國道271號
- 1963年（昭和38年）4月1日：指定二級國道（日语：二級国道）271號小田原厚木線（神奈川縣小田原市 - 神奈川縣厚木市）[8]。
該路線指定政令於同年3月30日公布。另外，1965年取消一級、二級國道的分別，因此本路線成為最後指定的二級國道。
- 1965年（昭和40年）4月1日：成為一般國道271號[9]。
- 2006年（平成18年）3月28日]] : 一般路段取消國道地位[4]，降格為神奈川縣道63號相模原大磯線（日语：神奈川県道63号相模原大磯線）[5]。

#### 小田原厚木道路
- 1964年（昭和39年）1月23日：日本道路公團取得小田原厚木道路事業許可。
- 1964年（昭和39年）3月24日：動工[10]。
- 1969年（昭和44年）3月8日：完工[11]。
- 1969年（昭和44年）3月19日：全線以對面通行（暫定2車道）啟用。一般國道271號中，小田原市早川至厚木市酒井的區間為收費道路「小田原厚木道路」，通行費徵收期限至1999年3月18日[12]。
- 1977年（昭和52年）10月1日：通行費徵收期限延長至2006年3月18日[13]。
- 1979年（昭和54年）7月5日：全線立體化，4車道啟用[14]。
- 1979年（昭和54年）8月30日：荻窪交流道啟用。
- 1992年（平成4年）7月23日：改建工程動工。
- 1992年（平成4年）10月1日：通行費徵收期限延長至2012年3月18日[15]。
- 1997年（平成9年）3月：小田原本線收費站開始全國首次ETC實用化試驗[16]。
- 1999年（平成11年）6月18日：大磯停車區（上行線）啟用（下午三點起）。
- 1999年（平成11年）6月18日：平塚停車區（舊上行線）結束營業（晚上十點關閉）。
以前平塚本線收費站的厚木側上行線設有平塚停車區（舊）。雖設有商店，但停車位僅能容納25輛車輛，隨著大磯停車區啟用後關閉。
- 2002年（平成14年）6月28日：西湘繞道下行線至小田原西交流道的連絡道路啟用（新設）。
- 2002年（平成14年）7月19日：小田原西交流道至西湘繞道上行線的連絡道路啟用（新設）。
- 2003年（平成15年）3月21日：平塚停車區（下行線）啟用。
- 2005年（平成17年）10月1日：道路關係四公團（日语：道路関係四公団）民營化，本道路從日本道路公團移交給中日本高速道路管理[17]。
- 2006年（平成18年）3月29日：隨著一般國道指定區間政令修正，小田原厚木道路成為指定區間。
- 2006年（平成18年）4月1日：實施特定區間優惠（荻窪交流道以西 - 小田原東交流道），通行費徵收期限延長至2050年9月30日[18]。
- 2007年（平成19年）4月1日：實施ETC短區間優惠[19]。
- 2007年（平成19年）9月10日：受到9號颱風風災影響，西湘繞道部分區間停止通行，在恢復通車以前，本道路作為替代道路全線停止收費。9月27日西湘繞道上行線採用單側對面通行恢復通車，本道路恢復收費。
- 2009年（平成21年）3月28日：適用深夜優惠、通勤優惠與假日特別優惠[20]。
- 2009年（平成21年）3月30日：適用平日日間優惠與平日夜間優惠[20]。
- 2011年（平成23年）3月31日：通行費徵收期限延長至2050年8月29日[3]。

## 通過市町村
- 神奈川縣
  - 小田原市 - 中郡二宮町 - 中郡大磯町 - 平塚市 - 伊勢原市 - 厚木市

## 交流道
| 交流道編號                                                        | 設施名                | 連接路線名                                             | 小田原西 起里程(km) | 備註                                | 所在地   | 所在地   |
| ----------------------------------------------------------------- | --------------------- | ------------------------------------------------------ | ------------------- | ----------------------------------- | -------- | -------- |
|                                                                   | 小田原西交流道        | E84 西湘繞道                                           | 0.0                 |                                     | 神奈川縣 | 小田原市 |
| -                                                                 | 風祭隧道              |                                                        |                     | 全長810 m                           | 神奈川縣 | 小田原市 |
|                                                                   | 荻窪交流道            |                                                        | 1.8                 | 厚木方向出入口                      | 神奈川縣 | 小田原市 |
| -                                                                 | 坂下隧道              |                                                        |                     | 全長130 m                           | 神奈川縣 | 小田原市 |
|                                                                   | 小田原東交流道        | 國道255號                                              | 6.7                 |                                     | 神奈川縣 | 小田原市 |
|                                                                   | 小田原本線收費站      |                                                        |                     | 本線收費站                          | 神奈川縣 | 小田原市 |
| -                                                                 | 小田原停車區          |                                                        |                     | 僅下行線                            | 神奈川縣 | 小田原市 |
| -                                                                 | 辯天山隧道            |                                                        |                     | 全長970 m（上行） 全長980 m（下行） | 神奈川縣 | 小田原市 |
|                                                                   | 二宮交流道            | 縣道71號秦野二宮線 （經町道）                          | 13.7                |                                     | 神奈川縣 | 二宮町   |
| -                                                                 | 二宮隧道              |                                                        |                     | 全長480 m                           | 神奈川縣 | 二宮町   |
|                                                                   | 大磯交流道/大磯停車區 | 縣道63號相模原大磯線 （經町道）                        | 17.2                | 停車區僅在上行線                    | 神奈川縣 | 大磯町   |
|                                                                   | 平塚本線收費站        |                                                        |                     | 本線收費站                          | 神奈川縣 | 平塚市   |
|                                                                   | 平塚交流道/平塚停車區 | 縣道63號相模原大磯線別線 縣道62號平塚秦野線            | 23.2                | 停車區僅在下行線                    | 神奈川縣 | 平塚市   |
|                                                                   | 伊勢原交流道          | 縣道63號相模原大磯線別線 縣道44號伊勢原藤澤線          | 26.8                | 小田原方向出入口                    | 神奈川縣 | 伊勢原市 |
|                                                                   | 厚木西交流道          | 縣道63號相模原大磯線別線 縣道604號愛甲石田停車場酒井線 | 30.8                |                                     | 神奈川縣 | 厚木市   |
| 5                                                                 | 厚木交流道            | E1 東名高速道路                                        | 31.7                | 僅連接東名高速道路                  | 神奈川縣 | 厚木市   |
| E1 東名高速道路 橫濱、澀谷、銀座方向 C4 圈央道 海老名、相模原方向 |                       |                                                        |                     |                                     |          |          |

### 高速公路廣播
- Highway Radio小田原（小田原東交流道 - 二宮交流道間）[21]
  - 由川崎管制提供[21]，與東名高速的廣播相同。

### 管轄警察
- 神奈川縣警察（日语：神奈川県警察）
  - 交通機動隊：全線

## 交通量
24小時交通量（台）
| 區間                        | 平成17（2005）年度 | 平成22（2010）年度 | 平成27（2015）年度 |
| --------------------------- | ------------------ | ------------------ | ------------------ |
| 小田原西交流道 - 荻窪交流道 | 13,158             | 16,737             | 15,089             |
| 荻窪交流道 - 小田原東交流道 | 24,254             | 26,427             | 18,180             |
| 小田原東交流道 - 二宮交流道 | 24,254             | 26,427             | 26,478             |
| 二宮交流道 - 大磯交流道     | 27,486             | 29,680             | 33,376             |
| 大磯交流道 - 平塚交流道     | 27,486             | 29,680             | 29,505             |
| 平塚交流道 - 伊勢原交流道   | 28,911             | 31,592             | 30,973             |
| 伊勢原交流道 - 厚木西交流道 | 23,905             | 26,503             | 28,375             |
| 厚木西交流道 - 厚木交流道   | 29,622             | 31,615             | 34,679             |

（來源：「平成22年度道路交通センサス （页面存档备份，存于）」、「平成27年度全国道路・街路交通情勢調査 （页面存档备份，存于）」（國土交通省網頁）部分資料作成）

## 收費
本道路以大磯交流道為界，分為「小田原區間」（小田原市早川至神奈川縣中郡大磯町生澤）與「厚木區間」（神奈川縣中郡大磯町生澤至厚木市酒井）兩個收費區間，兩區間皆為單一收費區間，由小田原本線收費站與平塚本線收費站收費。
未通過兩本線收費站，僅使用部分區間的收費方式如下。
- 荻窪交流道以西 - 小田原東交流道：小田原東交流道的箱根方向匝道設有收費站，需付小田原區間費用。但現在有特定區間優惠。
- 二宮交流道 - 大磯交流道：不收費。
- 平塚交流道 - 伊勢原交流道以東：平塚交流道厚木方向匝道設有收費站，需付厚木區間費用。
- 厚木西交流道 - 厚木交流道：不收費（但是厚木交流道不連通一般道路）。

各收費站可使用ETC，同時本路線有獨自的ETC短區間優惠。並於2009年（平成21年）3月28日起引進深夜優惠等ETC優惠制度。

### 特定區間優惠
2006年（平成18年）4月1日開始。未裝設ETC的車輛僅適用一般收費標準。另可與ETC優惠制度併用。

### ETC短區間優惠
2007年（平成18年）4月1日開始的ETC車輛無線通行限定優惠。只要在區間內交流道出入時使用ETC，即使單趟同時通過小田原本線收費站與平塚本線收費站，也可享有各區間的優惠。也可併用通勤優惠與平日日間優惠。

### 文獻
- 武部健一. . 中公新書. 中央公論新社. 2015-05-25. ISBN 978-4-12-102321-6.

## 外部連結
- 中日本高速公路 （页面存档备份，存于）